# Schlacht bei Soissons (923)

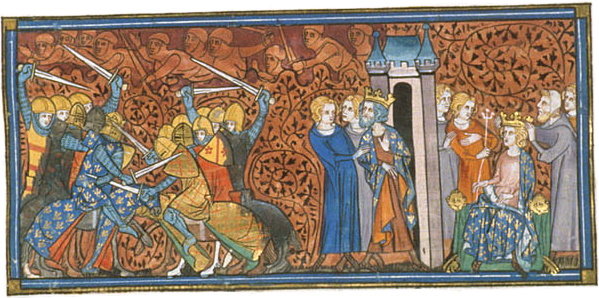
Darstellung der Schlacht (links), Gefangennahme Karls (Mitte) und Krönung Rudolfs (rechts)

Die Schlacht bei Soissons (französisch Bataille de Soissons) war eine militärische Auseinandersetzung bei Soissons am 15. Juni 923, bei der zwei westfränkische Armeen aufeinandertrafen, die jeweils von einem König angeführt wurden: auf der einen Seite der legitime und abgesetzte Karolinger Karl der Einfältige, auf der anderen Seite der, von einer Adelskoalition gewählte, Robertiner Robert I. Die Schlacht endete mit dem Tod Roberts, aber auch dem Sieg seiner Seite. Er wurde als König durch seinen Schwiegersohn Rudolf von Burgund ersetzt. Karl der Einfältige geriet wenig später in Gefangenschaft und starb sechs Jahre später im Kerker.

## Vorgeschichte
Nach dem Tod des letzten ostfränkischen Karolingers, Ludwig des Kinds, im Jahr 911, hatte der lotharingische Adel Karl, den nunmehr einzigen überlebenden Karolinger, zur Übernahme der Macht eingeladen. Karl drang in Lothringen, dem Stammland seiner Familie, ein und eroberte das Gebiet. Gestützt auf den lotharingischen Adel konsolidierte er dort seine Herrschaft und verständigte sich darüber mit dem Ostfrankenkönig Heinrich I., mit dem er 921 den Vertrag von Bonn zur gegenseitigen Anerkennung der Besitzstände schloss.
Karl hatte damals bereits begonnen, sich nach der Aushöhlung seiner Macht im Westfrankenreich zunehmend auf lotharingische Kräfte zu stützen. Sein besonderer Günstling wurde der Lothringer Hagano. Dies erzürnte den westfränkischen Adel, da Hagano ein Landesfremder und überdies von niedriger Herkunft war. Nachdem mächtige Adlige 920 auf einem Reichstag zu Soissons von Karl vergeblich die Entlassung Haganos gefordert hatten, sagten sie sich von ihm los. Als Karl nicht nur an Hagano festhielt, sondern auch noch beschloss, ihm die Abtei Chelles zu geben, führte dies zum Konflikt mit den Robertinern und ihren Verbündeten, denn die Äbtissin Rothild von Chelles war die Schwiegermutter Hugos des Großen, des Sohns von Markgraf Robert von Neustrien, dem Oberhaupt der Robertiner als Bruder des verstorbenen Königs Odo. Robert wurde am 29. Juni 922 von den oppositionellen Adligen zum Gegenkönig erhoben. Am 30. Juni wurde er in aller Eile in Reims von Erzbischof Gautier von Sens in Vertretung des sterbenden zuständigen Erzbischofs von Reims Hervé – dessen Einverständnis unterstellend – gesalbt.
Karl widersprach der Absetzung und der seiner Ansicht nach illegalen Salbung Roberts. Mit der Neutralität Heinrichs I. im Rücken (der Anfang 923 auch mit Robert einen Freundschaftsvertrag schloss) ließ Karl sich Zeit bei der Organisation eines Gegenschlags, den er aus Lotharingien und von der Normandie her führen wollte, wo er Unterstützung für seine Position hatte. Das Aufstellen der Armee dauerte rund ein Jahr, aber Karl brachte dabei rund zehntausend Fußsoldaten und tausende Ritter sowie das benötigte Material zur Belagerung der Festungen auf.
Der Normannenführer Rollo, der Karl sein Lehen verdankte, eröffnete die Kämpfe im Frühjahr 923 im Westen. Die Gegenseite positionierte sich an den Ufern der Oise und verhinderte so den Zusammenschluss der beiden Heere Karls. Die Lotharingier wandten sich gegen das strategisch bedeutende Soissons, Robert wiederum beeilte sich, die Stadt zu verteidigen.

## Die Schlacht
Scharmützel zwischen den Fußtruppen in der Nähe von Soissons und heftige Zusammenstöße unmittelbar vor der Stadt zwangen die Robertiner, zügig die schwere Kavallerie einzusetzen. Aber die lotharingischen Soldaten zogen sich zurück und stellten sich unter den Schutz ihrer Reiterei.
Bereits in der ersten Phase der Kämpfe wurde Robert getötet, seine Truppen wurden in die Enge getrieben. Roberts Sohn Hugo der Große jedoch gelang es, den Widerstand seiner Leute so lange aufrechtzuerhalten, indem er ihnen den Leichnam seines Vaters zeigte (und dass er die Kraft hatte, ihn zu ersetzen), bis Entlastung durch seinen Schwager Heribert II. von Vermandois kam. Heribert wiederum bekam Unterstützung durch Herzog Rudolf von Burgund, einen anderen Schwager Hugos, dem schließlich der Befreiungsschlag gelang.
Die Moral im lotharingischen Lager brach angesichts eines nun wieder ungewissen Ausgangs in einem Kampf, der schon fast gewonnen schien, zusammen. Vorsichtig zogen sich die Lotharingier zurück.

## Auswirkungen
Die Schlacht schien mit nur geringen Verlusten für Karl ausgegangen zu sein, doch als nach wenigen Tagen der geordnete Rückzug in einen ungeordneten überging, begann man dem Karolinger Vorwürfe zu machen, er sei zu passiv gewesen – die Schlacht von Soissons läutete das Ende der Regierung Karls ein, auch wenn Chronisten wie Richer von Reims und Folcuin von Lobbes ihm anhand errechneter Verlustzahlen sogar den Sieg zusprachen. Die Anhänger des gefallenen Robert wählten Rudolf von Burgund zum Nachfolger seines Schwiegervaters und ließen ihn am 13. Juli 923 in der Abtei Saint-Médard in Soissons durch Erzbischof Gautier von Sens krönen.
Zu einer Reaktion Karls auf die Krönung Rudolfs kam es nicht mehr, er fiel vier Tage später, am 17. Juli 923 in einem Hinterhalt Heribert von Vermandois in die Hände, der ihn den Rest seines Lebens als persönlichen Gefangenen hielt und als politisches Faustpfand einsetzte. Karls Ehefrau Edgifa von Wessex floh daraufhin mit ihrem etwa zweijährigen Sohn Ludwig außer Landes, in ihre Heimat, wo „Ludwig der Überseeische“ aufwuchs, bevor er 936 von Hugo dem Großen für eine karolingische Renaissance aus dem Exil geholt wurde.
Der lotharingische Adel schließlich, der in Karl die karolingische Tradition gewahrt sah, akzeptierte den neuen König nicht, sondern unterwarf sich umgehend Heinrich I. und beendete damit den jahrzehntelangen Streit um das Mittelreich zugunsten Ostfrankens.